# پرکلفت‌ها
پرکلفت‌ها (نام علمی: Pachyptila) نام یک سرده از تیره کبوتردریاییان است.